# The Nightcap (film 1917)
The Nightcap è un cortometraggio muto del 1917 diretto da Roy Clements.

## Produzione
Il film fu prodotto dalla Nestor Film Company.

## Distribuzione
Il copyright porta la data del 17 agosto 1917. Distribuito dall'Universal Film Manufacturing Company, il film - conosciuto anche come The Night Cap - uscì nelle sale cinematografiche USA il 27 agosto 1917.